# Formica aserva
Formica aserva är en myrart som beskrevs av Auguste-Henri Forel 1901. Formica aserva ingår i släktet Formica och familjen myror. Inga underarter finns listade i Catalogue of Life.

## Bildgalleri

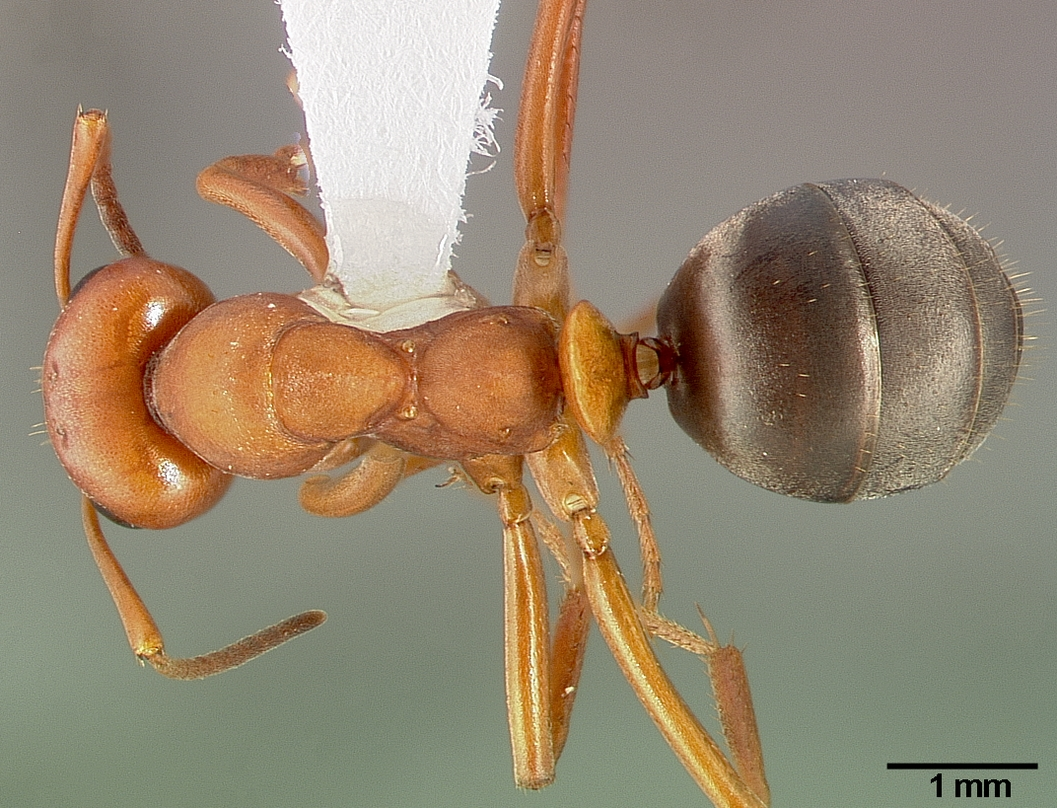
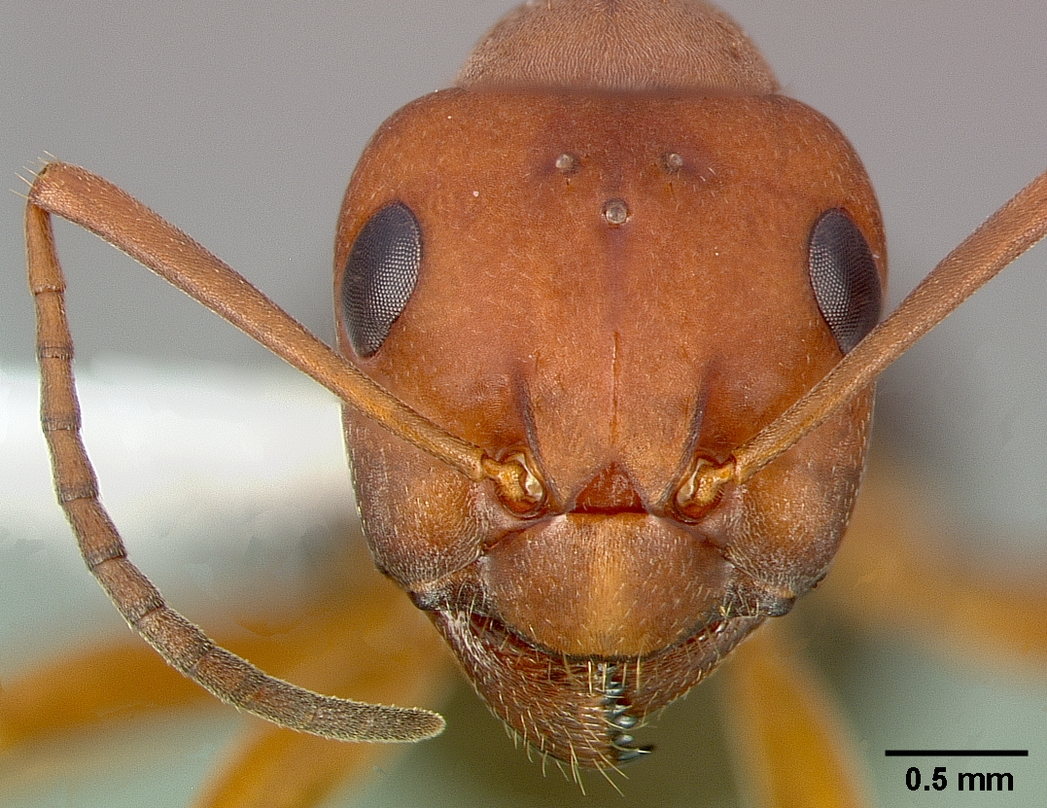
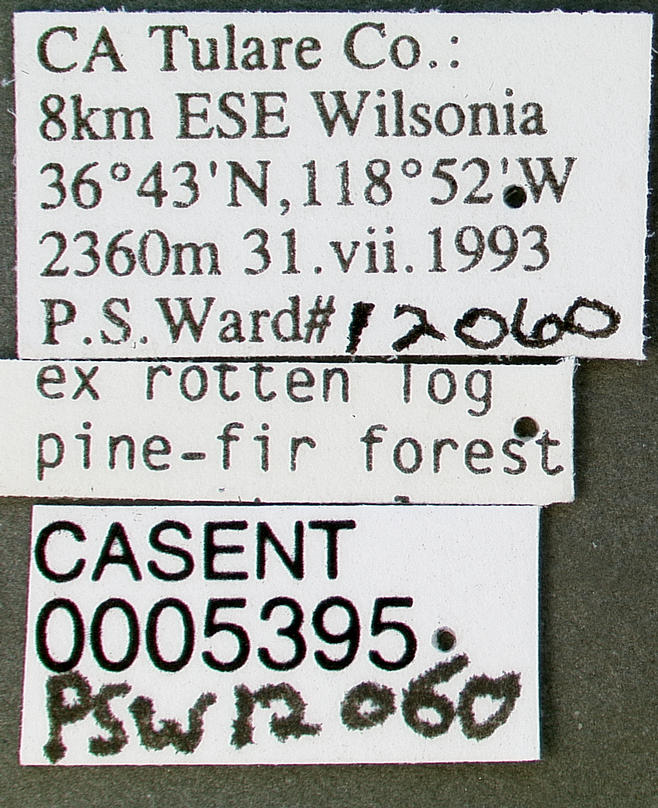
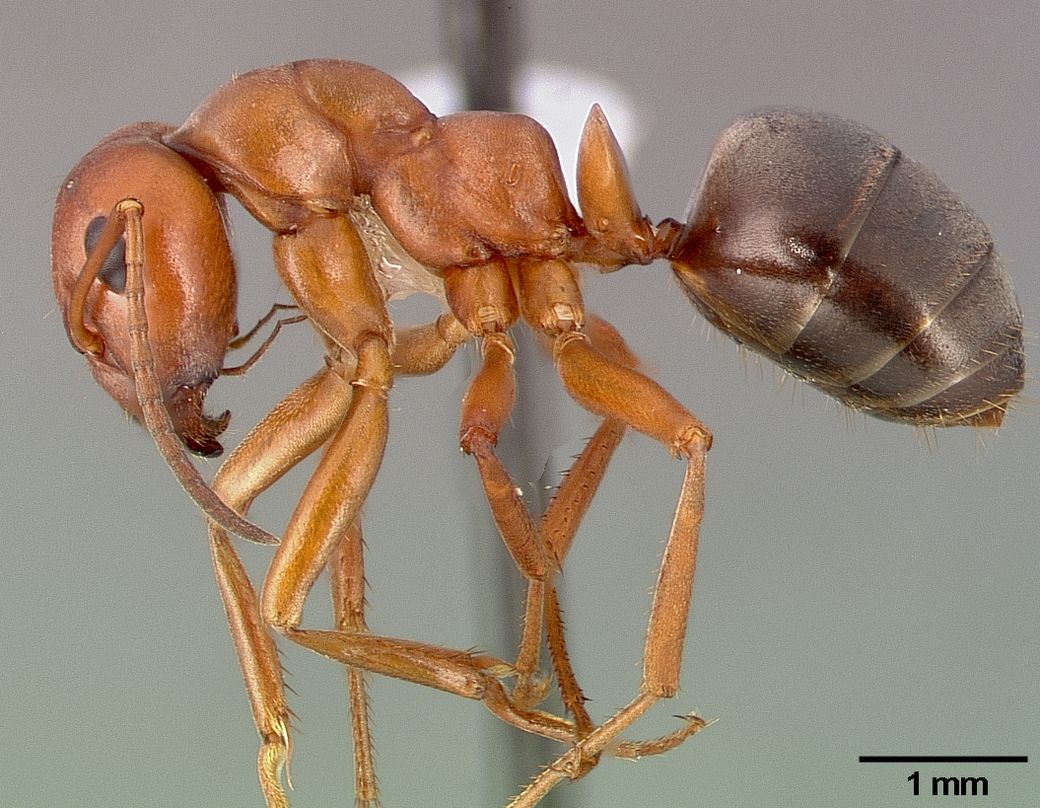